# Indocnemis orang
Indocnemis orang är en trollsländeart som först beskrevs av Foerster in Laid och F 1907.  Indocnemis orang ingår i släktet Indocnemis och familjen flodflicksländor. IUCN kategoriserar arten globalt som livskraftig. Inga underarter finns listade i Catalogue of Life.